# 国際寝台車会社

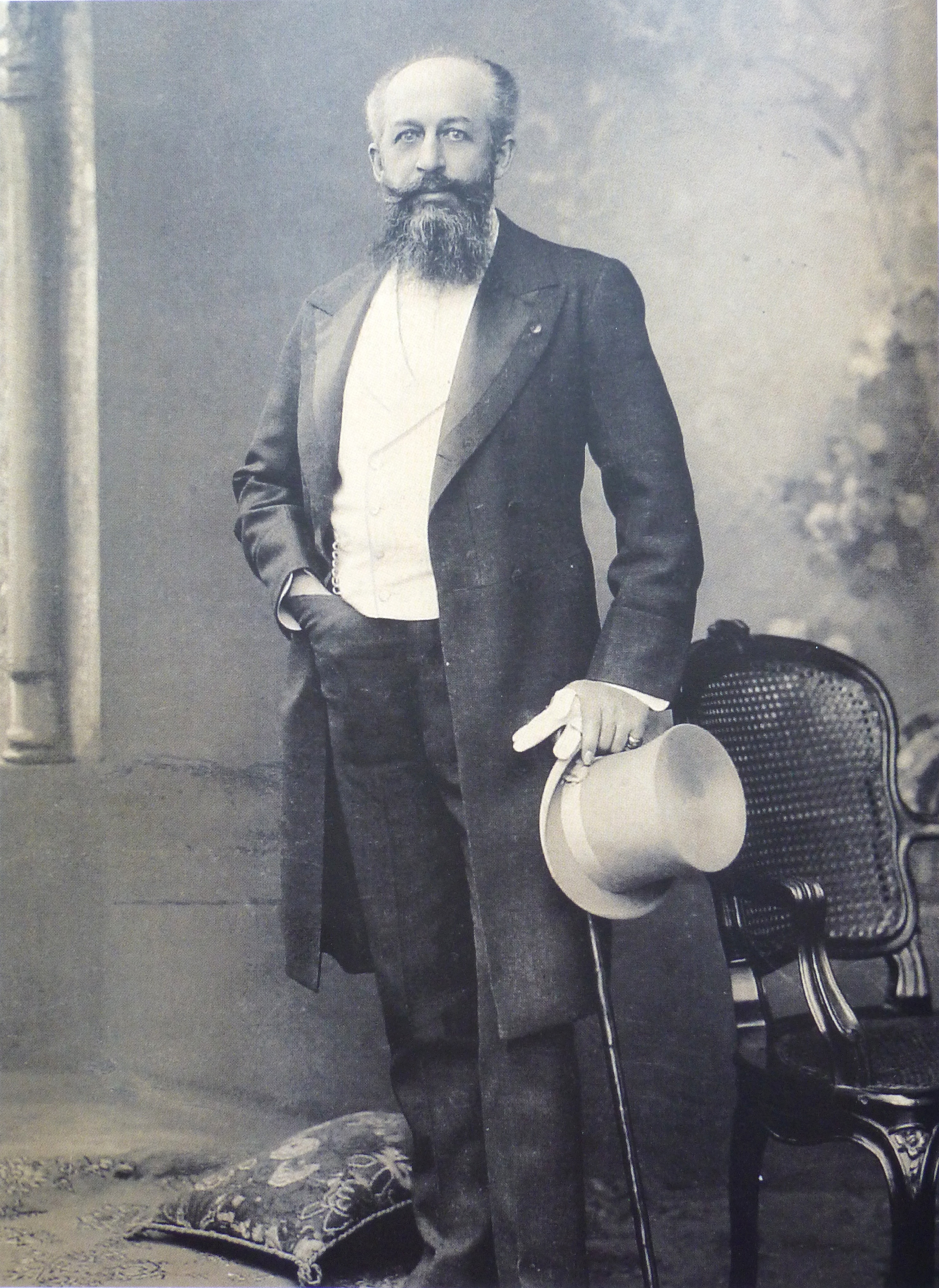
ジョルジュ・ナゲルマケールス

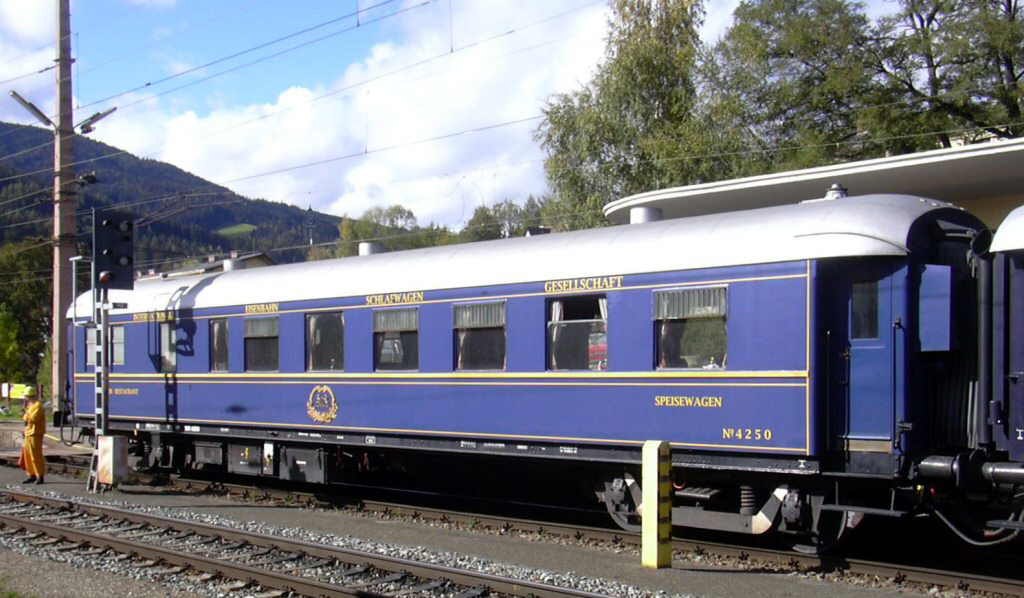
国際寝台車会社の食堂車

国際寝台車会社（フランス語: Compagnie internationale des wagons-lits）は1872年にベルギーで実業家ジョルジュ・ナゲルマケールスによって設立され、ヨーロッパ全域で活動していた鉄道事業者である。独自の路線や機関車は持たず、豪華な寝台車や食堂車を中心としたオリエント急行をはじめとする国際列車を主に運行していた。
2007年現在は定期列車の運行からは撤退し、主に車内サービスを行なう企業としてフランス、オーストリア、イタリア、スペイン、ポルトガル、イギリスの6か国で活動している。本社はフランスのパリに置かれている。
頭文字の「CIWL」でも知られる。またドイツ語圏では「ISG」（ドイツ語: Internationale Schlafwagen-Gesellschaft）と呼ばれた。日本語ではワゴン・リ社、ワゴン・リー社とも呼ばれる。

## 歴史

### 設立
ワゴン・リ社の設立当時、ヨーロッパの鉄道の整備は国ごとにばらばらに行なわれており、1つの国の中でも多数の鉄道会社が独自の路線網を築いている状態だった。このため長距離を走る列車は少なく、寝台車は連結されていなかった。また食堂車も連結されず、食事時には途中下車して駅近くのレストランで食事をとるのが常だった。一方アメリカ合衆国の鉄道は長距離輸送が主体であり、プルマン社製の寝台車が運行されていた。
ナゲルマケールスは1867年から1869年にかけてアメリカを旅行した経験から、すべて寝台車からなる長距離列車の着想を得た。ただし、彼はアメリカで一般的な開放式寝台ではなく、ヨーロッパ人の好みに合うコンパートメント式の寝台車を採用した。また独自の路線を持たず、他の鉄道会社の線路・機関車を使用し寝台車の運行のみを行なうという事業方式も考案した。
ヨーロッパへ帰った後、ナゲルマケールスは1870年に『大陸の鉄道への寝台車の導入計画』(Projet d'installation de wagons-lits sur les Chemins de Fer du continent) と題した小冊子を刊行し、ヨーロッパ各地の鉄道事業者との交渉に入った。普仏戦争の勃発による遅れはあったものの、ロンドン在住のアメリカ人富豪ウィリアム・ダルトン・マンの出資を得て、1872年10月1日、ワゴン・リ社はリエージュで設立された。最初の列車は1872年10月22日にオーステンデ-ベルリン間で運行を開始した。
1873年1月4日にはワゴン・リ社はマンのマン・ブドワール寝台車会社 (Mann Bourdoir Sleeping Car Company) に買収され、ナゲルマケールスの準備していた列車の多くはマン社の元で運行されることとなった。しかし1875年ごろになるとプルマン社がヨーロッパの寝台列車事業へ本格的に参入しはじめ、マンはヨーロッパからの撤退を決意した。ナゲルマケールスは1876年12月4日にブリュッセルでワゴン・リ社を再建し、マン社の車両を買い取り、その運行していた列車も引き継いだ。新会社にはベルギー国王レオポルド2世も出資しており、この信用がその後の各国政府や鉄道会社との交渉に役立った。
新会社設立時点での所有車両は53両で、ベルギー、ドイツ、オーストリア、フランス、ルクセンブルク、イギリス、ルーマニアの鉄道事業者計19社と契約を結び、16の経路で列車を運行していた。
ワゴン・リ社とプルマン社はその後も激しい競争を繰り広げたが、オリエント急行の成功によりワゴン・リ社の優位が決定的となった。1886年にプルマン社は車両と列車の運行権をワゴン・リ社に売却し、ワゴン・リ社はヨーロッパの寝台列車事業をほぼ独占することに成功した。

### オリエント急行

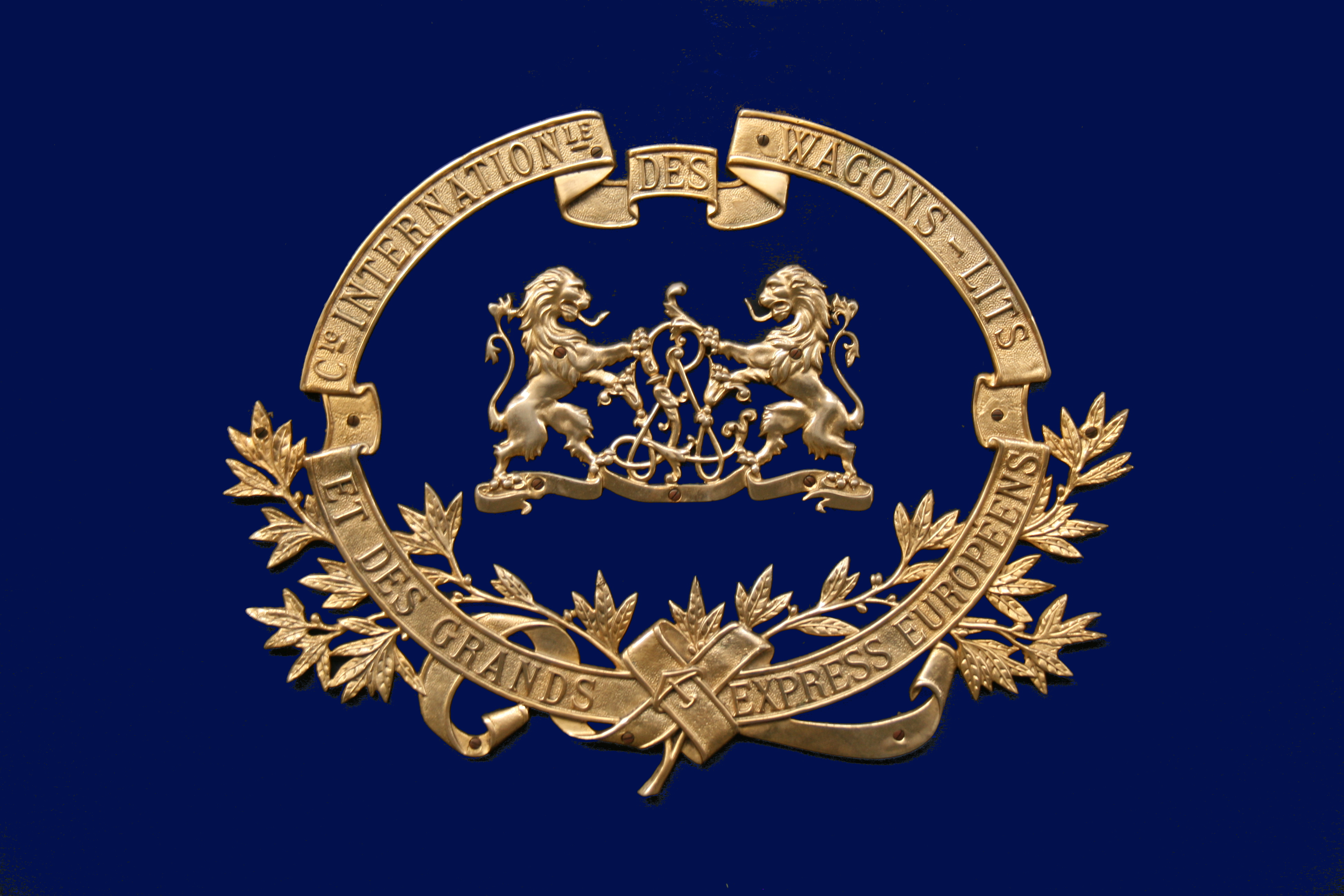
ワゴン・リ社のエンブレム

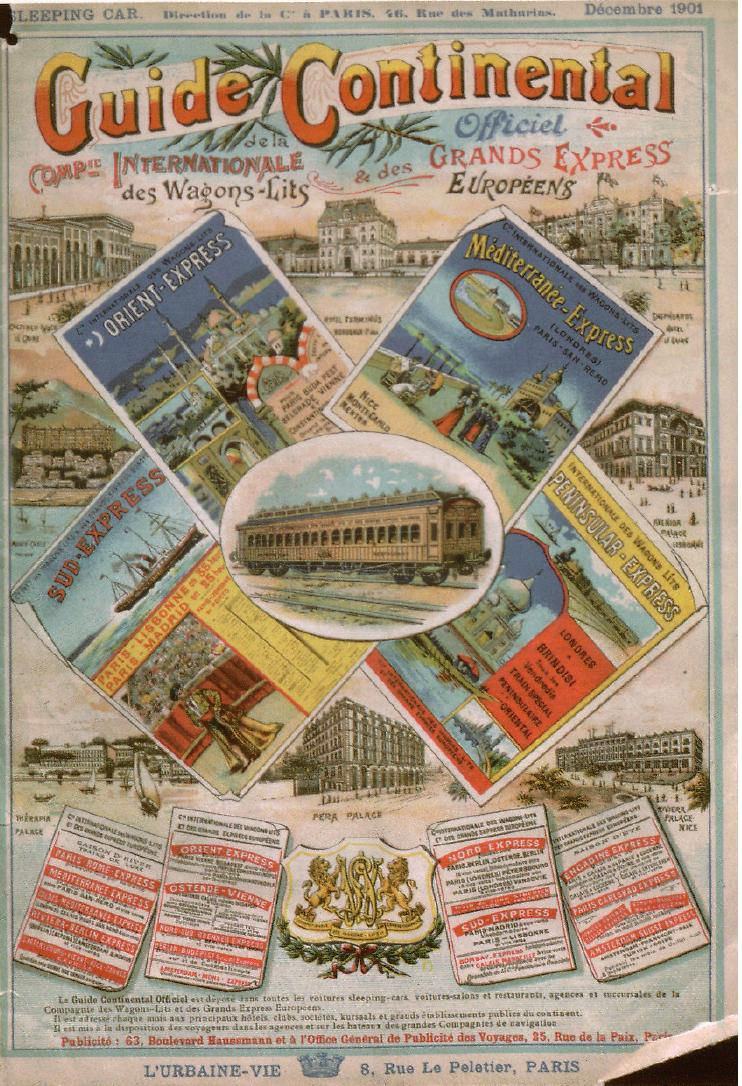
Guide Continental, 1901

1880年ごろからワゴン・リ社は従来のものより豪華な寝台列車の運行を計画した。1881年には最初の食堂車を製作し、1882年10月にはパリ-ウィーン間で豪華列車の試験運行を行なった。
そして1883年10月4日、ワゴン・リ社はパリからコンスタンティノープル（現イスタンブール）へ向かうオリエント急行の営業を開始した。これは西ヨーロッパと東ヨーロッパ、アジアを直結する初の列車であり、また豪華な寝台車と沿線の食材を利用した食堂車で好評を博した。
オリエント急行の成功により、ワゴン・リ社の急行列車網はさらに拡大された。1884年には社名を国際寝台車・ヨーロッパ大急行会社 (Compagnie internationale des wagons-lits et des grands express europèens) と改称した。路線網はヨーロッパ全域からトルコ・北アフリカにおよび、またシベリア鉄道（当時は東清鉄道経由）を経てウラジオストクにも達していた。鉄道連絡船を介して日本へ乗り入れる構想もあったが、これは結局実現しなかった。

### 第一次世界大戦
1914年に第一次世界大戦が勃発すると、国際列車の運行は不可能となり、また本社のあるベルギーがドイツの占領下に置かれたこともあって、ワゴン・リ社の活動はほぼ停止した。ワゴン・リ社の車両は国内路線のほか、各国の軍に徴用されて使われた。
大戦中ドイツは、フランスを中心としていたワゴン・リ社の路線網に取って代わるべく、ベルリン-イスタンブール間にバルカン列車 (Balkanzug) を走らせ、また中央ヨーロッパ寝台・食堂車株式会社（MITROPA = Mitteleuropäische Schlafwagen - und Speisewagen Aktiengesellschaft, ミトローパ）を設立した。戦後ミトローパ社自体は残ったものの、ドイツを中心とした路線網は解体された。

#### 食堂車2419D
大戦中に徴用された車両のうち、最も有名なものが食堂車2419D, 別名「休戦の客車」(Wagon de l'Armistice) である。この車両はフランス西部の路線で使われていたが、フランス陸軍に徴用され、1918年10月からはフェルディナン・フォッシュ西部連合軍総司令官の司令部として用いられた。
1918年11月11日、オワーズ県のコンピエーニュの森に停車した2419Dの車内で、連合国とドイツの休戦協定が調印された。
戦後、客車は博物館で保存されていたが、第二次世界大戦でドイツがフランスに侵攻すると、アドルフ・ヒトラーの命令により2419Dは博物館から引き出され、コンピエーニュの森の1918年と全く同じ場所に置かれ、1940年6月22日に車内でドイツとフランスの休戦協定が調印された。
その後2419Dはドイツへ送られ、第二次大戦末期に破壊された。そのため現在コンピエーニュの森に展示されている車両は2419Dの同型車のナンバーを書き換えた食堂車である。

### 戦間期 - 第二次世界大戦
第一次世界大戦が終わるとワゴン・リ社は直ちに列車の運行を再開した。1920年代にはアール・デコ調の内装に青地に金帯の車両が多数製作された。また1928年にはトーマス・クック社を買収した。
1931年には車両数は2,268両に達した。この時期にはヨーロッパ全域のほか、北アフリカ、ベルギー領コンゴ、アンゴラ、トルコ、シリア、パレスチナで列車を運行していた。客層も大衆化し、アガサ・クリスティーの『オリエント急行の殺人』のように列車が文学や映画のテーマとなった。
しかし第二次世界大戦が勃発すると、国際列車は再び運休に追い込まれた。

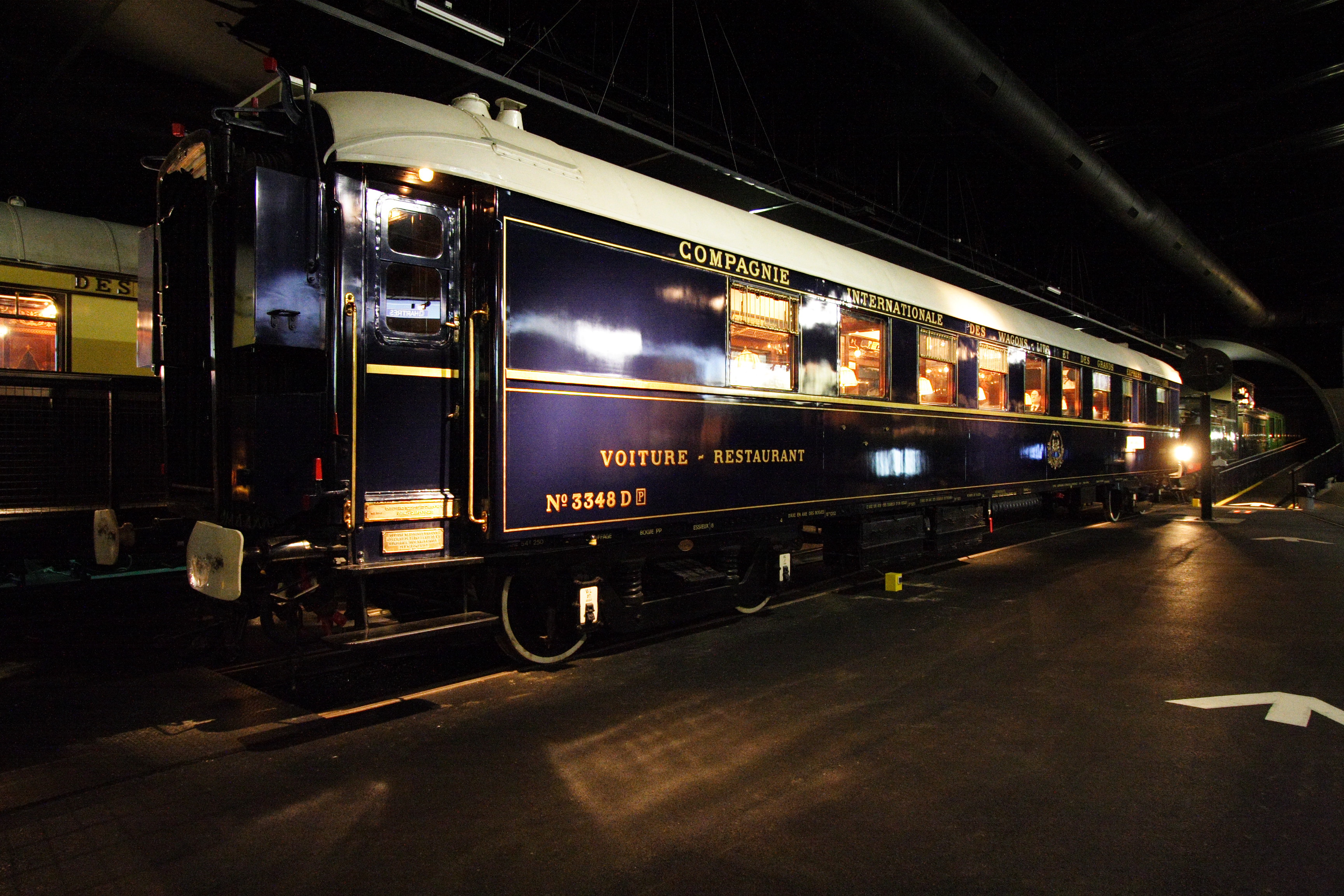
食堂車
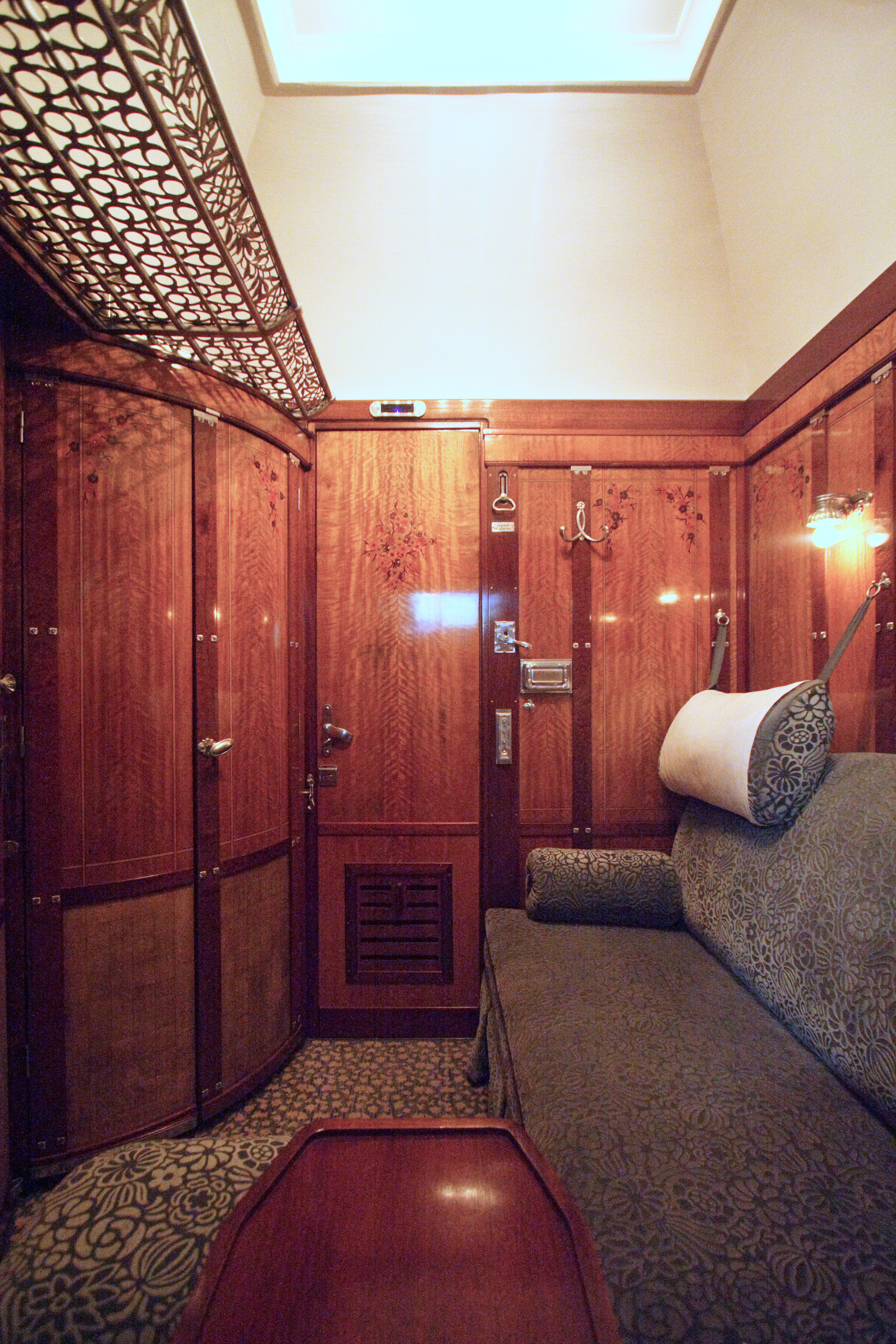
寝台車の内装
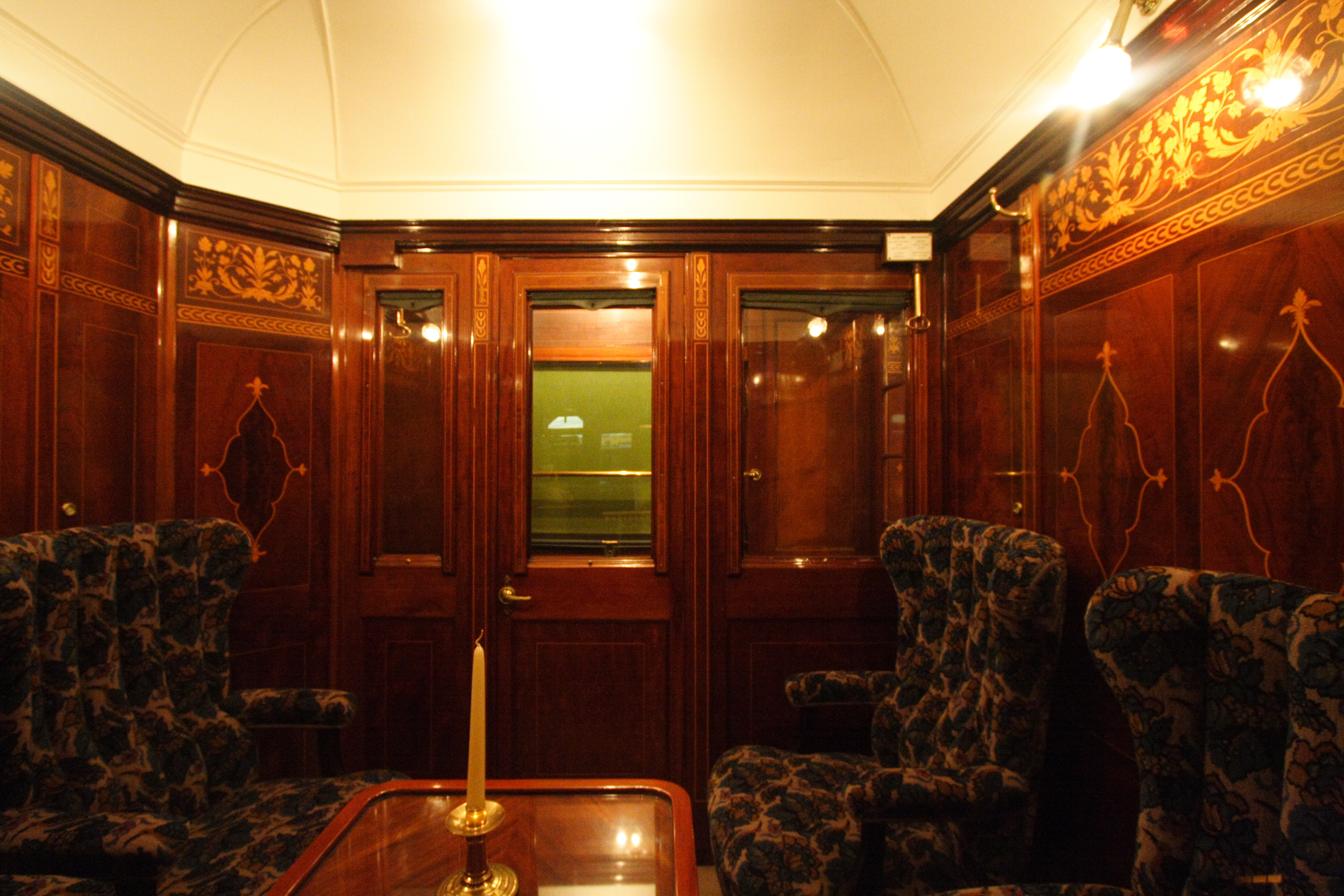
プルマンタイプの内装

### 第二次世界大戦後
第二次世界大戦の終戦後も、冷戦によるヨーロッパ分断で東西ヨーロッパを結ぶ国際列車の運行は困難な状態にあった。また航空機や自動車の普及により、長距離列車の需要自体が低下した。
こうした中、ワゴン・リ社は事業の中心を次第にホテルや観光業、他の鉄道会社での車内サービスに移し、1967年には社名も国際寝台車・ツーリズム会社 (Compagnie internationale des wagons-lits et du tourisme, CIWLT) と改めた。1971年には、歴史的なものを除き保有する車両を他の鉄道会社などに売却し、鉄道事業から撤退した。
1981年にTGVの営業が始まると、ワゴン・リ社はその車内サービスを請け負った。後にはAVE, ユーロスターといった列車でも車内サービスを行なうようになった。
1991年にはフランスのアコーグループに買収され、その子会社になった。アコーグループがカールソン・カンパニーズと共同出資して設立した旅行会社のカールソン・ワゴンリー・トラベルは、2006年にアコーグループが同社の株式を売却して以降も、社名にワゴン・リの名を留めている。
2001年には鉄道の保守事業からも撤退し、車内サービスを主事業とするようになった。
2003年には1920年代に製造された豪華車両7両を修復し、プルマン・オリエント急行の名で貸切列車として運行している。

## 主な列車

### オリエント急行

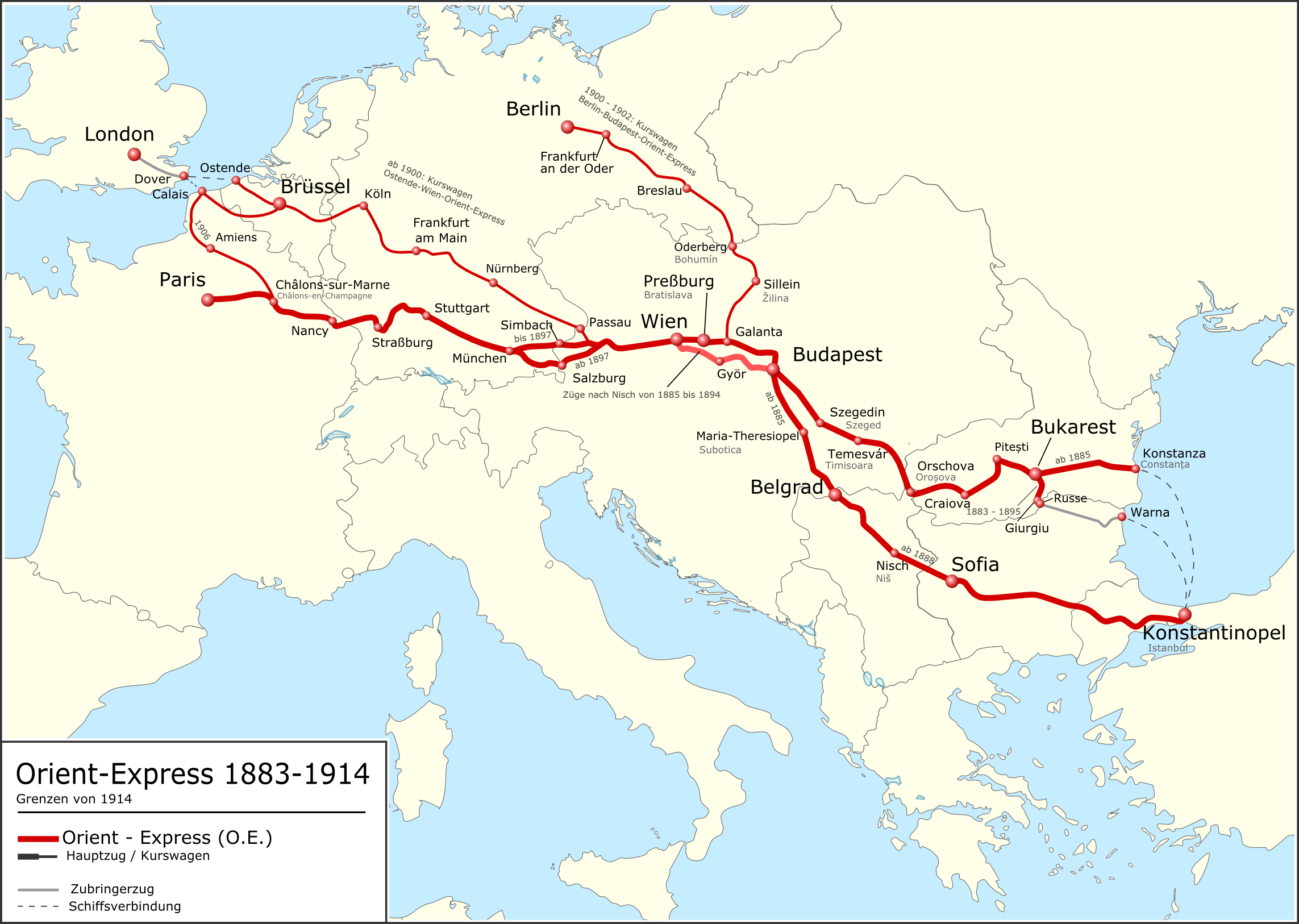
Orient Express 1883-1914

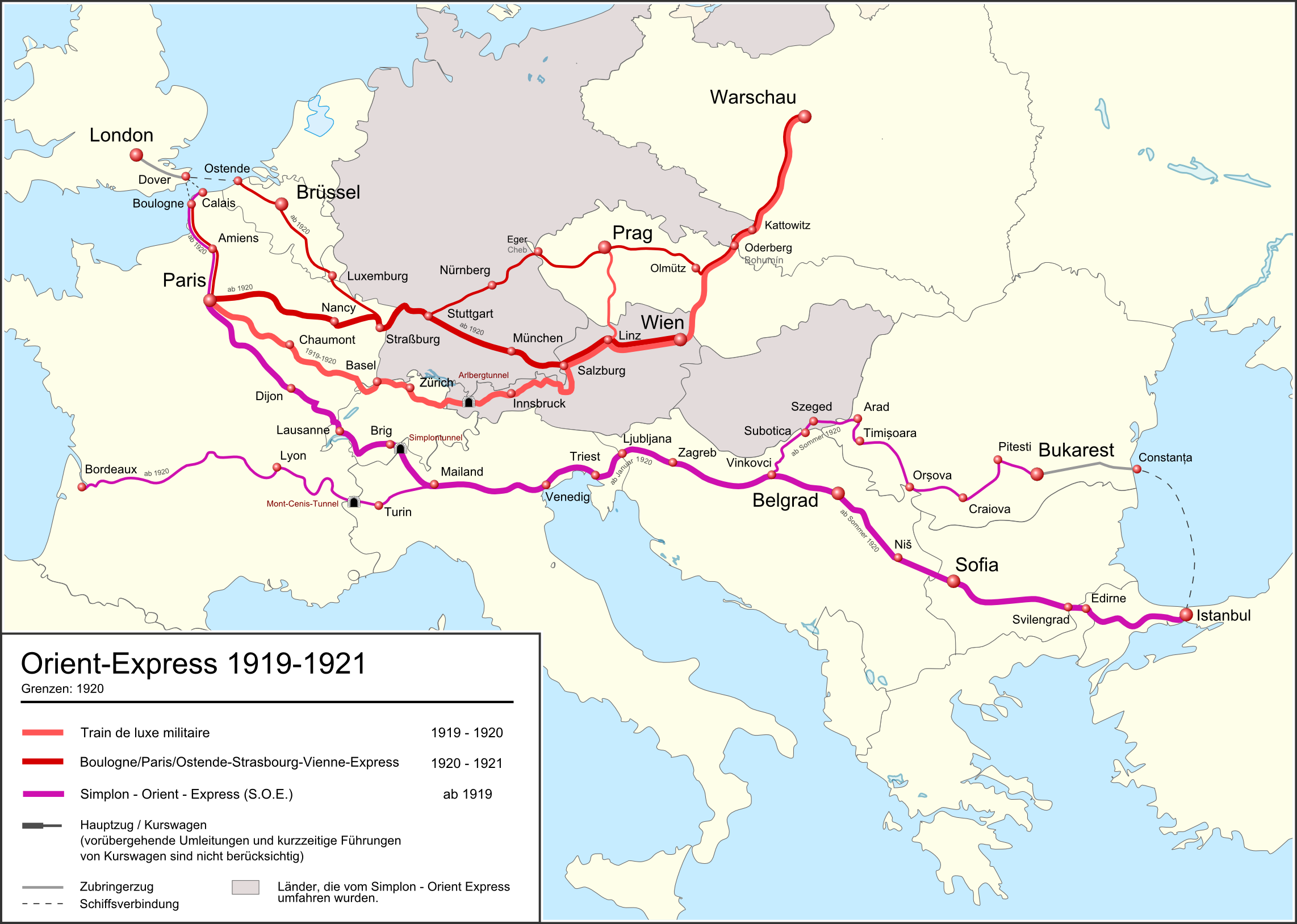
Orient Express 1919-1921

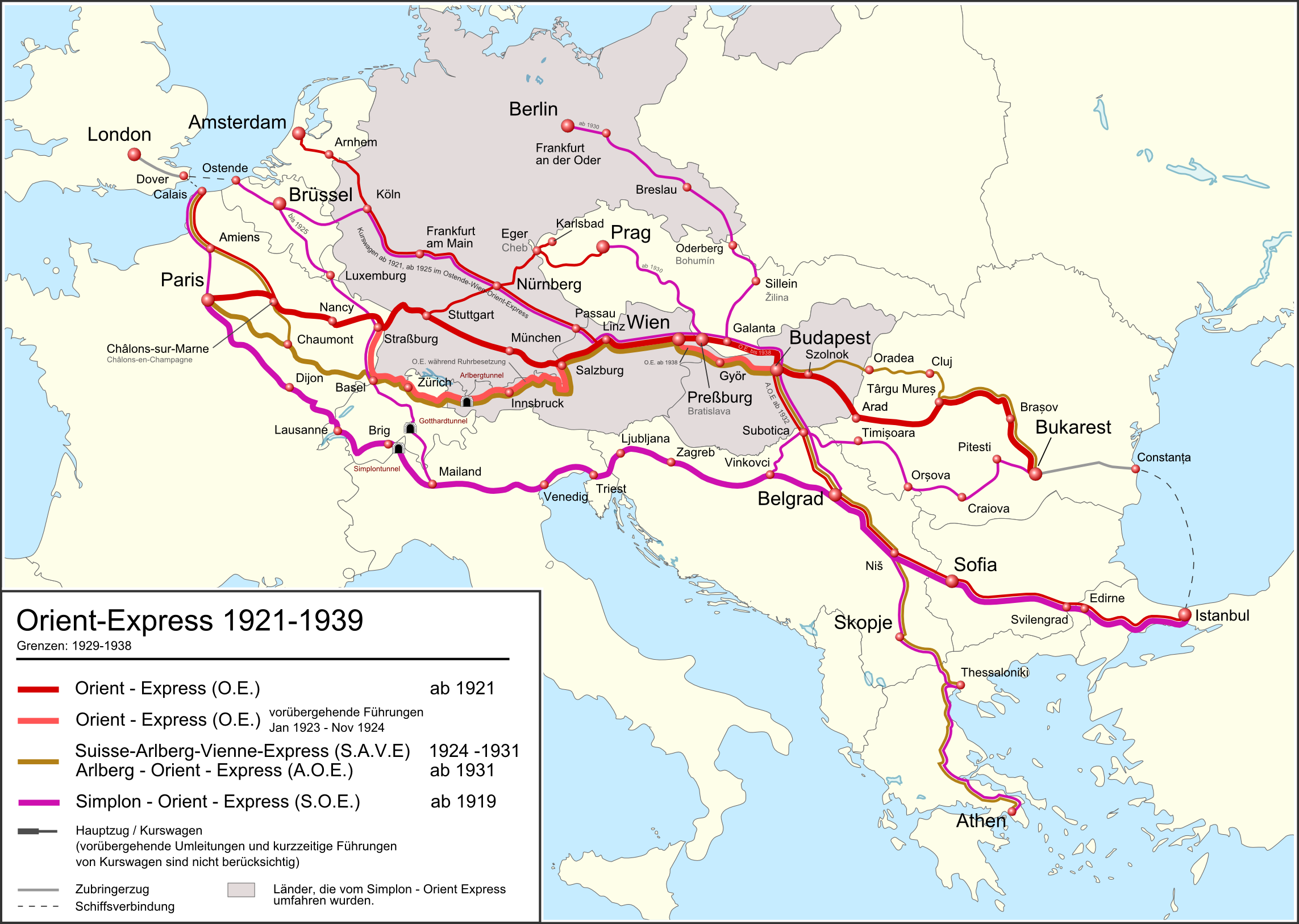
Orient Express 1921-1939

1883年に運行を開始した、西ヨーロッパと東ヨーロッパを結ぶ列車である。西ヨーロッパ側ではパリのほかカレー、オーステンデ、ベルリンなどを起点とするものもあった。中間ではストラスブール、ミュンヘン、ウィーンを経由する従来の経路に加え、ローザンヌからシンプロントンネルを通ってミラノ、ヴェネツィアを経由するルート（シンプロン・オリエント急行）や、バーゼルからアールベルクトンネルを通ってインスブルック、ウィーンに至る経路（アールベルク・オリエント急行）などがあった。また東部ではイスタンブールのほかアテネやブカレストを終点とする系統があった。

### 北急行・南急行
北急行 (Nord Express) はパリやオーステンデとサンクトペテルブルクをリエージュ、ケルン、ベルリン、ケーニヒスベルク（現カリーニングラード）経由で結んでいた列車である。また南急行 (Sud Express) はパリからボルドーを経由してマドリッドおよびリスボンに至る列車である。これらは元々は南北急行 (Nord-Sud Express) という一本の列車として計画されていたもので、リスボンでアメリカ大陸への船と連絡することで、東ヨーロッパからアメリカへの行程を従来のル・アーヴル経由と比べ30時間短縮することを目論んでいた。
ロシア帝国との交渉の遅れから、パリを境に2つの独立した列車として運行されることになり、南急行は1887年、北急行は1896年に運行を開始した。なおロシアとスペイン、ポルトガルの鉄道は広軌を採用しているため、国境駅で標準軌客車との乗り換えが必要であった。ロシア革命後は北急行の終点はリガなどに変更された。

### コート・ダジュールへの列車
南フランスのリヴィエラ（コート・ダジュール）は19世紀末からリゾート地として開発された。ワゴン・リ社はニースとモンテカルロでホテル「リヴィエラ・パレス」(Riviera Palace) を営業し、ヨーロッパ各地からこの地域への列車を走らせた。主な列車は以下の通り。
サンクトペテルブルク-ウィーン-カンヌ急行
サンクトペテルブルク - ワルシャワ - ウィーン - ミラノ - ヴェンティミーリア - マントン - モナコ - ニース - カンヌ
リヴィエラ急行
ベルリン - フランクフルト・アム・マイン - シュトラスブルク（ストラスブール） - バーゼル - リヨン - マルセイユ - カンヌ - ニース - ヴェンティミーリア 及び アムステルダム - ブリュッセル - ルクセンブルク - シュトラスブルク（以下同じ）
南北ブレンナー急行 (Nord-Sud Brenner Express)
ベルリン - ミュンヘン - （ブレンナートンネル）- ミラノ - ヴェンティミーリア - ニース - カンヌ
カレー・地中海急行（Calais-Méditerranée Express, 通称「青列車」／le Train Bleu）
カレー - パリ - リヨン - マルセイユ - カンヌ - ニース - ヴェンティミーリア

### シベリア鉄道
シベリア鉄道では全線開通前からワゴン・リ社の列車が運行されていた。1898年8月にはモスクワからトムスクまで往復するツアーが行われ、その成功を受けて1899年からモスクワ-イルクーツク間でシベリア急行 (Sibérien Express) の運行が始まった。日露戦争による中断を挟み、1906年からは東清鉄道経由でモスクワ-ウラジオストク間で「シベリア横断急行」(Transsibérien Express) が運行されるようになった。
パリ発の北急行から分離してワルシャワ経由でモスクワに至る列車も運行され、これらを乗り継ぐことでパリから中国（清国）や日本（ウラジオストクからは連絡船による）に至る切符が発売された。1908年の広告ではパリから日本（敦賀）まで所要17日、料金は1,262フラン65サンチームであった。
ロシア革命後は運休していたが、1928年にソビエト連邦との合意に基づき運行を再開した。

### ナイト・フェリー

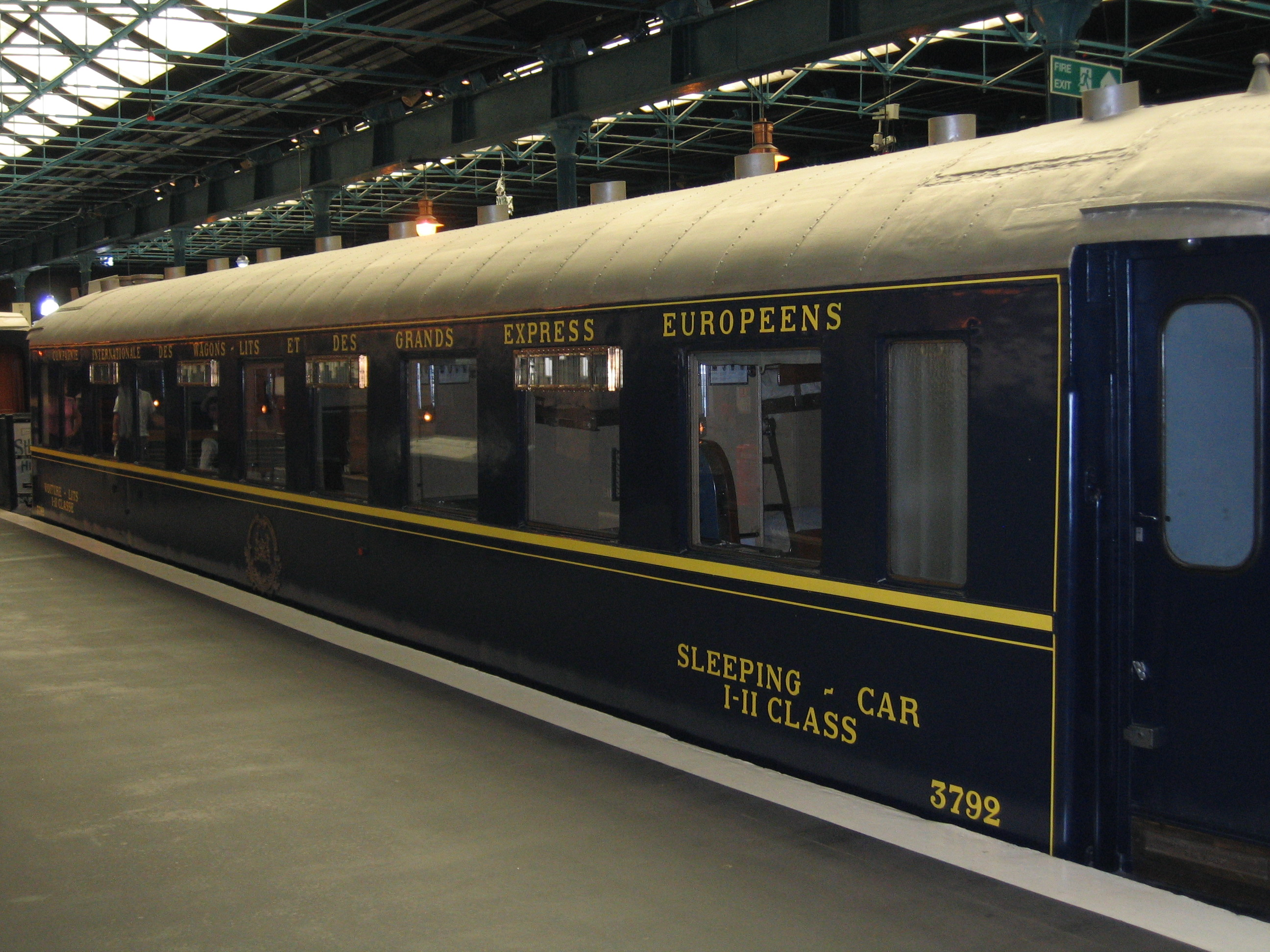
ナイト・フェリーの寝台車

ナイト・フェリー (Night Ferry) は1936年に運行を開始したパリ-ロンドン間の列車である。途中のダンケルク-ドーバー間は鉄道連絡船による車両航送が行われており、乗客は眠ったままドーバー海峡を渡ることができた。航送のためナイト・フェリーには通常より小型の客車（F型）が用いられていた。
英仏海峡トンネルの開通以前にパリ-ロンドン間を乗換えなしで結んでいた列車はナイト・フェリーのみである。昼行列車の「黄金の矢」(Flèch d'Or, Golden Arrow) はカレーとドーバーで乗換が必要であった。

## ホテル
1892年には子会社として「大ホテル会社」(Compagnie des Grands Hôtels) を設立し、主要都市の駅前や行楽地でホテルを営業した。ボルドーとマルセイユで「ホテル・ターミナス（Hotel Terminus）」を、北京で「グランド・ホテル（Grand Hotel des Wagons-Lits）」を、イスタンブールで「ペラ・パレス（Hotel Pera Palace）」を、オステンドで「ホテル・ドゥ・ラ・プラージェ（Hotel de la Plage）」を経営していた。